# Valentina Bonfiglio
Valentina Bonfiglio (Savona, 6 dicembre 1979) è un'ex cestista italiana.
Ala di 180 cm, ha giocato con Priolo in Serie A1. È sorella di Susanna Bonfiglio.

## Carriera
Dal 1996 al 1998 disputa la Serie A2 con la Cstl Basket Catania, società satellite di Priolo. Nel 1998-'99 esordisce con l'Isab Energy Priolo in Coppa Ronchetti, con due gare e cinque punti, ma gioca anche la Poule Promozione di Serie B con Siracusa.
Esordisce nella massima serie nel 2001-02, con cinque gare ancora con la maglia della squadra siracusana. Gioca altre due gare tra i campionati 2002-03 e 2005-06, per proseguire nelle serie minori.

## Statistiche
Statistiche aggiornate al 9 luglio 2011
| Stagione        | Squadra              | Competizione | Partite | Partite | Partite | Statistiche tiro | Statistiche tiro | Statistiche tiro | Altre statistiche | Altre statistiche | Altre statistiche | Altre statistiche | Altre statistiche |
| Stagione        | Squadra              | Competizione | Pres.   | Titol.  | Minuti  | Tiri da 2        | Tiri da 3        | Liberi           | Rimb.             | Assist            | Rubate            | Stopp.            | Punti             |
| --------------- | -------------------- | ------------ | ------- | ------- | ------- | ---------------- | ---------------- | ---------------- | ----------------- | ----------------- | ----------------- | ----------------- | ----------------- |
| 1996-1997       | Cstl Basket Catania  | Serie A2     |         |         |         |                  |                  |                  |                   |                   |                   |                   |                   |
| 1997-1998       | Cstl Basket Catania  | Serie A2     |         |         |         |                  |                  |                  |                   |                   |                   |                   |                   |
| 1998-1999       | Isab Energy Priolo   | Serie A1     | 0       | 0       | 0       | 0                | 0                | 0                | 0                 | 0                 | 0                 | 0                 | 0                 |
| 1998-1999       | Siracusa             | Serie B      |         |         |         |                  |                  |                  |                   |                   |                   |                   |                   |
| 2001-2002       | Trogylos Priolo      | Serie A1     | 5       |         | 55      | 1/4              | 1/3              | 0                | 4                 | 0                 | 4                 |                   | 5                 |
| 2002-2003       | Acer Priolo          | Serie A1     | 1       |         | 1       | 0                | 0                | 0                | 2                 | 0                 | 0                 |                   | 0                 |
| 2005-2006       | Acer Priolo          | Serie A1     | 1       | 0       | 29      | 9/13             | 0/1              | 5/8              | 10                | 1                 | 3                 | 0                 | 23                |
| 2007-2008       | New Basket Albissole | Serie B1     |         |         |         |                  |                  |                  |                   |                   |                   |                   |                   |
| Totale carriera |                      |              |         |         |         |                  |                  |                  |                   |                   |                   |                   |                   |